# Thái Ninh, Hưng Yên
Thái Ninh là một xã ven biển thuộc tỉnh Hưng Yên, Việt Nam.

## Địa lý
Xã Thái Ninh nằm ở phía đông của tỉnh Hưng Yên, có vị trí địa lý:
- Phía đông giáp biển Đông.
- Phía tây giáp xã Bắc Thái Ninh.
- Phía nam giáp xã Đông Thái Ninh và xã Nam Thái Ninh.
- Phía bắc giáp xã Thái Thụy.

## Lịch sử
Ngày 16 tháng 6 năm 2025, Ủy ban Thường vụ Quốc hội ban hành Nghị quyết số 1666/NQ-UBTVQH15 về việc sắp xếp các đơn vị hành chính cấp xã của tỉnh Hưng Yên năm 2025. Theo đó, sắp xếp toàn bộ diện tích tự nhiên, quy mô dân số của các xã Thái Hưng (huyện Thái Thụy), Thái Thượng, Hòa An và Thái Nguyên thành xã mới có tên gọi là xã Thái Ninh.